# ویکرز پی‌ال‌سی

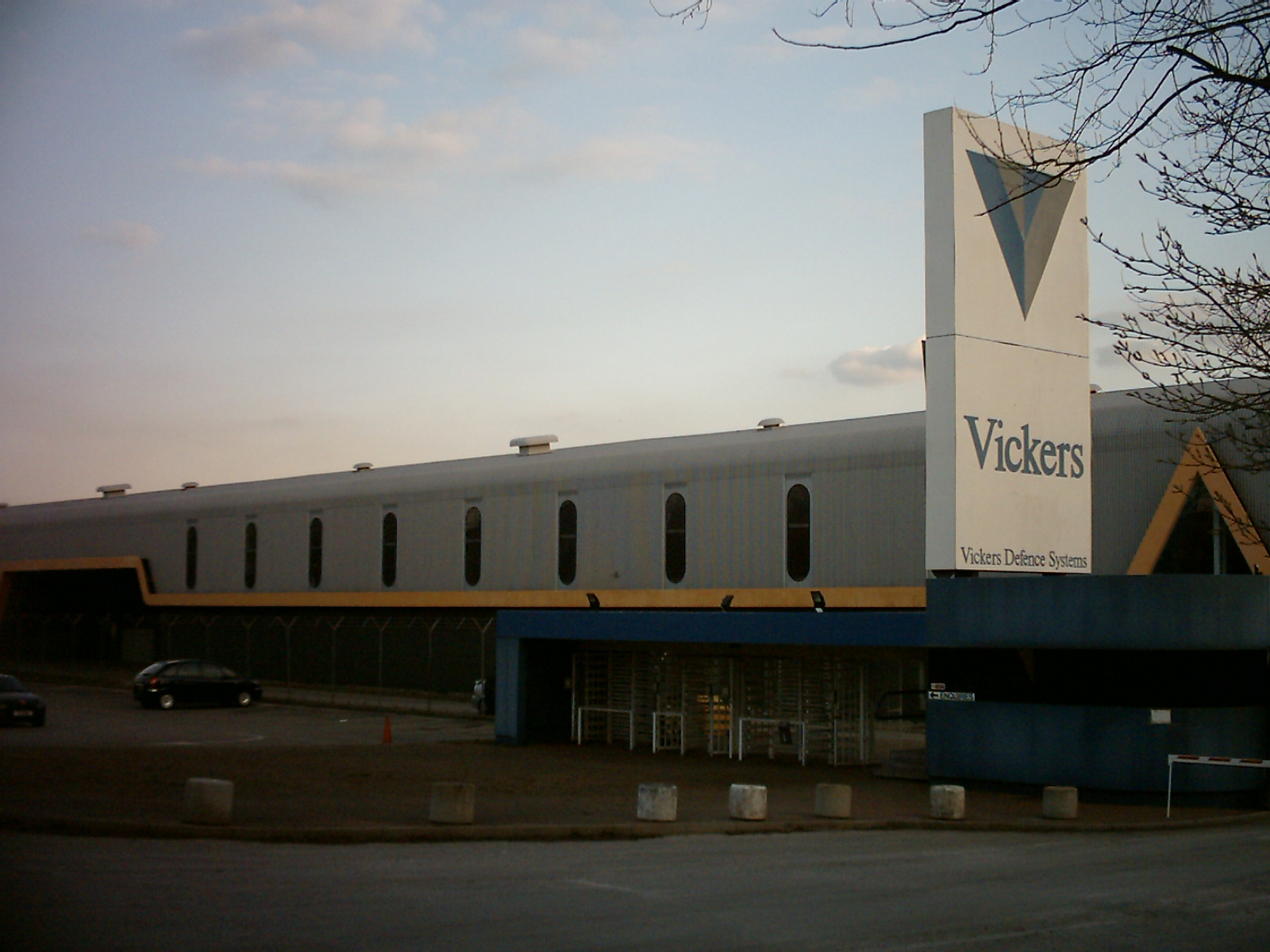
کارخانه ویکرز در لیدز

ویکرز پی‌ال‌سی (به انگلیسی: Vickers plc) شرکت صنایع دفاعی بریتانیایی بود، که در سال ۱۹۷۷ از دارایی‌های باقیمانده کمپانی ویکرز-آرمسترانگز راه‌اندازی شد. ویکرز-آرمسترانگز در پی ملی‌سازی که از سال ۱۹۶۰ آغاز گردید، به چهار گروه تقسیم شد، که بخش هوافضای آن، شرکت بریتیش ایرکرفت کورپوریشن را تشکیل داد. بخش کشتی‌سازی آن، گروه کشتی‌سازی ویکرز را تاسیس کرد و بخش فولاد آن نیز واگذار گردید. در نهایت از بخش‌های باقیمانده ویکرز-آرمسترانگز نیز این شرکت تشکیل شد.
شرکت ویکرز پی‌ال‌سی در سال ۱۹۹۹ توسط کمپانی رولز-رویس پی‌ال‌سی خریداری شد و در پی ادغام دارایی‌های آن در رولز-رویس پی‌ال‌سی در سال ۲۰۰۴ منحل اعلام شد.